# U-COSMOS
U-COSMOS（ユー-コスモス）は、UWFが1989年11月29日に東京ドームで開催したプロレス興行。

## 概要
メガネスーパーがメインスポンサーとなって開催されたため大会名の正式名称は「メガネスーパーPRESENTS U-COSMOS」となっている。UWFの人気の高さもあって当日は6万人の観衆を集めた。TBSが特番で「UWFスペシャル　新格闘技伝説　異種格闘技・世界決戦」と銘打ち、新生UWFでは初めてとなる地上波放送が行われた。会場にはバックスクリーンのオーロラビジョンの他に2基の大型スクリーンを設置。全国9個所でクローズド・サーキットによる生中継も行われて延べ1万人が観戦。会場アリーナ席後方に一段高くなった客席を設けたが雛壇ではなかったため観客が立ち上がってしまうと後方の席はリングが全く見えなくなってしまうという弊害もあった。当初、藤原嘉明の対戦相手がオランダのキックボクサー、クレン"ザ・マシーン"ベルグと発表されたが怪我の為ディック・レオン・フライが代打で出場、モーリス・スミスの対戦相手には船木誠勝が予定されていたが練習中に前腕を骨折したため鈴木みのるに変更された。

前田日明は新生UWFの旗揚げ戦の挨拶で、太宰治の短編「葉」の一文を引用したが、今大会の入場式では幕末期の僧侶月照が15歳で出家するときに残した言葉「男子、志を立てて郷関を出ず、学もし成らずんば死すとも帰らず人間いたるところ青山あり」を引用し挨拶とした。

## 入場料金
- アリーナSS席 - 30000円
- アリーナS席 - 20000円
- アリーナA席 - 10000円
- スタンドA席 -  7000円
- スタンドB席 -  5000円
- スタンドC席 -  3000円

## 異種格闘技戦ルール
1. 試合形式
2. 選手のファイトスタイル
3. 勝敗の決定
4. その他
- 安生vsチャンプア

1. 1R3分、インターバル1分の5R制。

2. お互いスネ当ては着用しない。チャンプアは8オンスのグローブを着用し、安生は素手で戦う。

3. 10カウントのKO、ギブアップ、TKO。

4. フリーノックダウン制。寝技制限なし。ロープブレイク：グラウンドの状態において、手首、足首以外がロープより外に出た場合において認められる。

禁止技：サミング、急所攻撃。

ヒジ、ヒザ、頭突きは認める。
- 藤原vsフライ、鈴木vsスミス

1. 1R3分、インターバル1分の7R制。

2. お互い常時ファイトしているスタイルによって戦う。
フライ、スミス両選手は10オンスのグローブを着用する。

3. 10カウントのKO、ギブアップ、TKO。

4. フリーノックダウン制。寝技制限なし。ロープブレイク：グラウンドの状態において、手首、足首以外がロープより外に出た場合において認められる。

禁止技：サミング、急所攻撃。

ヒジ、ヒザ、頭突きは認める。
- 山崎vsドールマン

1. 1R5分、インターバル1分の7R制。

2. 両選手ともサンボ着を着て試合を行う。

3. 10カウントのKO、ギブアップ、TKOによって決定する。
- 高田vsカズラスキー

1. 45分1本勝負。

2. お互い常時ファイトしているスタイルによって戦う。

3. 10カウントのKO、ギブアップ、TKOのほか、UWFルールによる3カウントのフォールによって決定する。
- 前田VSウィルヘルム

1. 1R5分、インターバル1分の7R制。

2. 前田はレスリング用のタイツ、シューズ、レガース、ウィルヘルムは柔道着を着用する。

3. 10カウントのKO、ギブアップ、TKO（レフェリーストップ、ドクターストップ、セコンドによるタオル投入）
のほか30秒間の押さえ込みによって決まる。

## 試合結果
第1試合. プロフェッショナルレスリング（30分1本勝負）
中野龍雄 ○（7:09 裸絞め）× 宮戸成夫
第2試合. 格闘技戦（3分5R）
安生洋二 △（5R判定引分け）△チャンプア・ゲッソンリット （ムエタイ）
第3試合. 格闘技戦（7分7R）
鈴木みのる ×（4R 1:29 KO）○ モーリス・スミス （マーシャルアーツ）
第4試合. 格闘技戦（3分7R）
藤原喜明 ○（2R 0:37 スタンディング・アキレス腱固め）× ディック・レオン・フライ （キックボクシング）
第5試合. 格闘技戦（5分7R）
山崎一夫 ×（3R 0:48 腕ひしぎ十字固め）○ クリス・ドールマン （サンボ）
第6試合. 格闘技戦（45分1本勝負）
高田延彦 ○（10:55 腕ひしぎ十字固め）× デュアン・カズラスキー （レスリング）
第7試合. 格闘技戦（5分7R）
前田日明 ○（2R 1:28 膝十字固め）× ウィリー・ウィリヘルム （柔道）

### 映像資料
1. ↑  藤原組時代のモーリス・スミス戦について（船木誠勝） (3：31～負傷の経緯について). Masakatsu FunakiのYouTubeチャンネル. 13 July 2020.